# Roger Moore
Roger George Moore KBE, född 14 oktober 1927 i Stockwell i London, död 23 maj 2017 i Crans-Montana i Valais i Schweiz, var en brittisk (engelsk) skådespelare, regissör och filmproducent. Moore har bland annat spelat rollen som James Bond mellan 1973 och 1985. Han är även känd för rollerna som Simon Templar i tv-serien Helgonet och som Lord Brett Sinclair i tv-serien Snobbar som jobbar, där han spelade mot Tony Curtis som den amerikanske miljonären Danny Wilde. Moore var också humanitärt engagerad genom sitt arbete som goodwillambassadör för Unicef.

## Karriär

### Ungdomstiden
Moore föddes den 14 oktober 1927 i Stockwell, numera en del av London. Han var enda barnet till George Alfred Moore (1904–1997), en polis, och hans fru Lillian "Lily" (1904–1986). Under andra världskriget evakuerades Moore till Holsworthy i Devon. Strax efter krigsslutet, vid 18 års ålder, blev han inkallad för värnplikt. Under sin militärtjänstgöring nådde Moore kaptens grad.
Strax före sin värnplikt hade Moore genomfört en tids studier vid RADA (Royal Academy of Dramatic Art), bekostade av filmregissören Brian Desmond Hurst, som också använde Moore som statist i flera filmer. Honom hade Moore kommit i kontakt med via sin far, som i polisyrket undersökte ett rån hemma hos honom. En av klasskamraterna vid RADA var Lois Maxwell, som senare spelade miss Moneypenny i filmerna om James Bond. Maxwell och Moore förblev nära vänner fram till hennes död 2007.

### Till Hollywood och tillbaka (1945–1961)
I början av 1950-talet arbetade Moore som modell i reklamannonser för stickningsmönster (Michael Caine gav honom därför smeknamnet "The Big Knit", ”den stora maskan”), och ett brett sortiment av andra produkter, t.ex. tandkräm. Hans tidigaste kända tv-framträdande var 1950 i en tv-pjäs som hette Drawing Room Detective, även om han själv nämner i sin bok Last Man Standing: Tales from Tinseltown (2014) att hans tv-debut  ägde rum 1949.
Så småningom fick Hollywood upp ögonen för Moore och han fick ett kontrakt med MGM, men filmerna som han gjorde där blev floppar. Det var först när Moore återvände till England för att spela hjälten Ivanhoe i en tv-serie med samma namn som saker och ting började lossna. Nu fick han fler tv-erbjudanden och spelade i flera av Warner Brothers framgångsrika tv-serier. Mest känd av dessa var westernserien Maverick.

### HelgonetochSnobbar som jobbar(1962–1972)
Hans internationella genombrott kom när han 1962 fick rollen som Simon Templar i Helgonet, som baserades på romaner av Leslie Charteris. Serien blev enormt uppmärksammad och såldes till många länder runt om i världen. Helgonet spelades in under sex säsonger från 1962 till 1969 vilket resulterade i 118 avsnitt.
Efter Helgonet hann Moore med två filmer innan han lockades tillbaka till televisionen. Tillsammans med Tony Curtis gjorde han serien Snobbar som jobbar, som blev en stor succé i Europa och Australien medan den misslyckades i USA.

### James Bond (1973–1985)
På grund av sitt engagemang i flera tv-program, särskilt den långvariga serien Helgonet, var Roger Moore under lång tid otillgänglig för rollen som James Bond. När Sean Connery hoppade av var Moore fortfarande inte tillgänglig utan rollen gick då till George Lazenby som gjorde I hennes majestäts hemliga tjänst. När sedan Lazenby vägrade fortsätta som Bond vädjade producenterna till Connery att spela Bond en sista gång, vilket han också gjorde i filmen Diamantfeber. När producenterna hade klart för sig att Connery inte skulle gå att övertala igen närmade de sig Moore som då hade avslutat första säsongen av Snobbar som jobbar och höll på att diskutera en fortsättning. Men när detta erbjudande om att spela Bond dök upp tvekade Moore inte att tacka ja. Året efter gjorde han debut som James Bond.
Den inofficiella debuten som Bond gjorde Moore 1964 i Mainly Millicent, ett engelskt humorprogram, i en sketch där Moore spelar Bond när han möter en sovjetisk spion på sin semester.
Moore spelade Bond i sju filmer och är till dags dato den som gjort rollen flest gånger och dessutom innehaft den under längst tid (12 år). Filmerna han gjorde som Bond var Leva och låta dö, Mannen med den gyllene pistolen, Älskade spion, Moonraker, Ur dödlig synvinkel, Octopussy och Levande måltavla.
Under Moores Bond-period hann han även medverka i 13 andra filmer, däribland thrillern actionfilmen De vilda gässen och Gold.

### Efter Bond (1985–2017)
Moore medverkade inte i någon film under fem år efter att han slutade spela Bond. De erbjudanden som dök upp lockade inte. När han väl började göra film igen uteblev framgångarna. På senare år gjorde Moore få skådespelarinsatser.
I början av 1990-talet engagerades han som goodwillambassadör för Unicef.
Den 14 juni 2003 adlades Moore av drottning Elizabeth II. Den 11 oktober 2007, tre dagar innan han fyllde 80, fick han en stjärna på Hollywood Walk of Fame. Moores stjärna är lämpligt nog placerad vid 7007 Hollywood Boulevard. År 2008 utsåg den franska regeringen honom till kommendör av Arts et Lettres-orden. Samma år fick han Dag Hammarskjöld Inspiration Award av FN.
Den 21 november 2012 blev Moore utsedd till hedersdoktor vid University of Hertfordshire.
År 2008 kom hans memoarer Mitt namn är Moore – Roger Moore och 2012 följde han upp memoarerna med en bok om James Bond – Bond om Bond. 2014 gav han ut Last Man Standing: Tales from Tinseltown, en bok om anekdoter i och runt hans skådespelarkarriär. 
Moore avled den 23 maj 2017, 89 år gammal, i sitt hem i Crans-Montana efter en kort tids cancersjukdom, och begravdes i en privat ceremoni i Monaco den 10 juni samma år.

## Kopplingar till Norden
Roger Moore hade många kopplingar till Skandinavien och Sverige. I rollen som Helgonet körde han en vit Volvo P1800. I sina Bond-filmer spelade han mot Maud Adams, Britt Ekland, Kristina Wayborn, Mary Stavin och Dolph Lundgren. Hans goda vänner David Niven och Christopher Lee var gifta med skandinaviskor. Moores sista fru, danskan Christina Tholstrup, är född i Karlstad och han var dessutom under många år mycket god vän med prins Bertil och prinsessan Lilian. Han umgicks även med både det svenska och det danska kungahuset, samt furstehuset i Monaco. I Sverige var han även god vän med Tore Wretman. Han var en stor beundrare av den danske författaren H.C. Andersen och var en av hedersgästerna under dennes 200-årsjubileum i Odense den 2 april 2005.
Moore har besökt Sverige många gånger, men ett av de märkligaste besöken var under tiden som Helgonet. Midsommarhelgen 1966 hade Moore kontrakterats för en folkparksturné som skulle ske över stora delar av landet i raketfart. Från Övertorneå i norr till Ystad i söder gick tusentals människor man ur huse för att få en glimt av stjärnan, som i stort sett bara visade sig på scenen - och det räckte för publiken. Turnén kantades av kaos och dålig planering, vilket ledde till att Moore aldrig dök upp på slutstationen i folkparken Tyrolen i Blädinge utanför Alvesta. Han körde vilse. Det finns en radiodokumentär om denna händelse, "Jakten på Roger Moore, en någorlunda sann historia", som sändes i två delar i programmet P4 Dokumentär hösten 2015.

## Privatliv
Moore gifte sig mycket ung med konståkerskan Doorn Van Steyn. De hade ett turbulent äktenskap och enligt Moore hade hon ett våldsamt temperament. Bland annat kastade hon en full kanna med hett te på honom. Så småningom lämnade han henne för sångerskan Dorothy Squires, som var 12 år äldre och på den tiden betydligt mer känd än vad han var. Även det äktenskapet blev stormigt. Moore har berättat att hon slog sönder en gitarr mot hans huvud och en fönsterruta. Sin tredje fru, Luisa Mattioli, träffade han när han filmade i Italien 1961. Eftersom Squires till en början vägrade skiljas, kunde de inte gifta sig förrän 1969. Då hade de redan fått barnen Deborah, född 1963 och Geoffrey, född 1966. De fick senare även sonen Christian 1973. Moore har beskrivit Luisa som bestämd och temperamentsfull. Han lämnade henne för Kristina Tholstrup i början av nittiotalet. Men på grund av juridiska tvister med Luisa kunde han inte gifta sig med Tholstrup förrän 2002. De var gifta fram till hans död 2017.
Moore flyttade ifrån Storbritannien 1978 av skatteskäl och bodde därefter i Crans-Montana och Monaco.

## Filantropi
Roger Moore var Goodwill Ambassador för Unicef.

## Filmografi

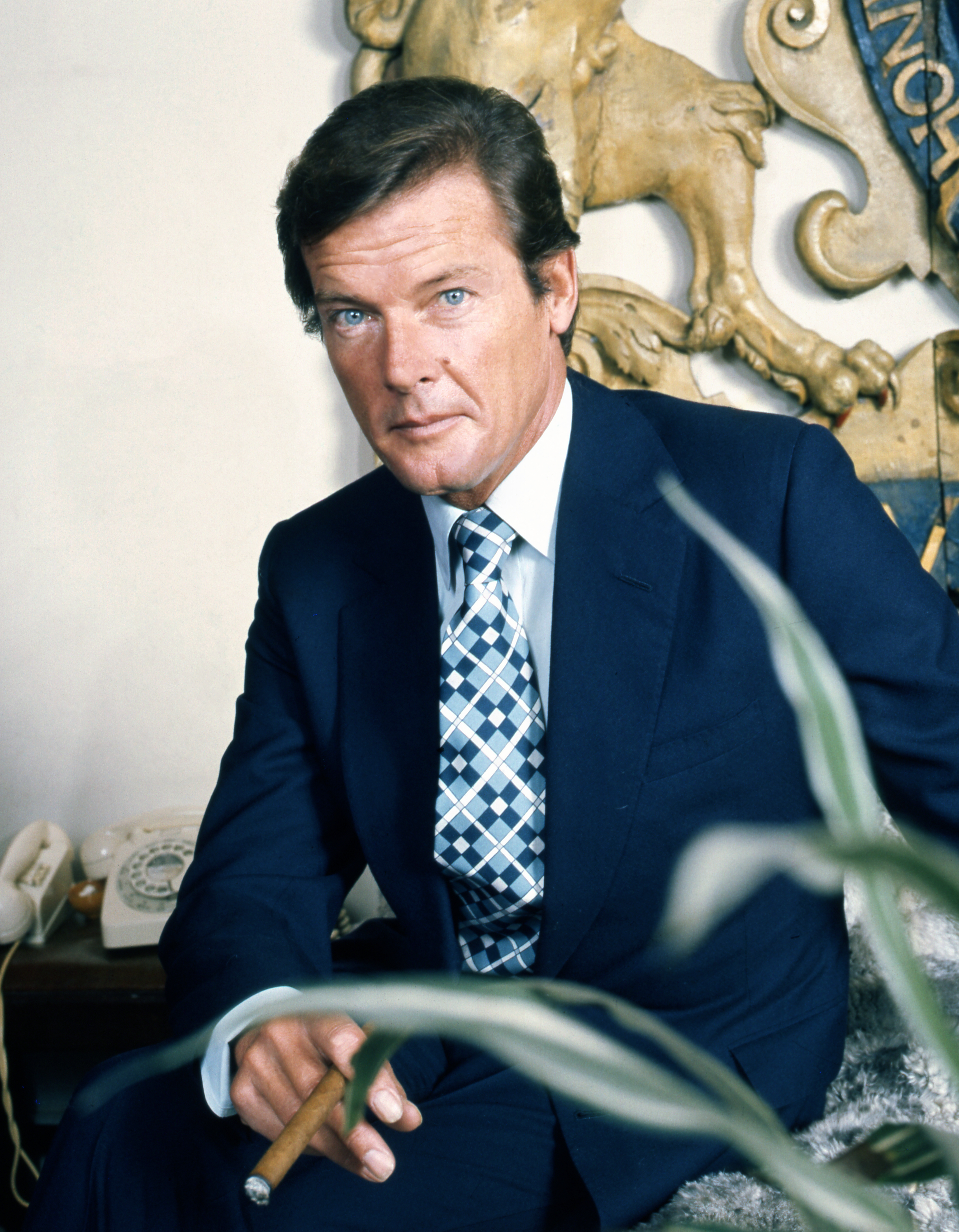
Roger Moore fotograferad av Allan Warren 1973.

- 1945 – Gryning över London (Perfect Strangers)[10][11]

- 1945 – Caesar och Cleopatra
- 1946 – Gaiety George
- 1946 – Piccadilly Incident
- 1949 – Paper Orchid
- 1949 – Trottie True
- 1950 – Due mogli sono troppe
- 1951 – One Wild Oat
- 1953 – World by the Tail
- 1953 – The Wind Cannot Read
- 1953 – The Clay of Kings
- 1953 – Black Chiffon
- 1953 – Julius Caesar
- 1954 – Jag minns Paris
- 1955 – Interrupted Melody
- 1955 – The Kings Thief
- 1956 – Diane
- 1956 – This Happy Breed
- 1956 – Ett mord annonseras
- 1958–1959 – Ivanhoe (TV-serie)
- 1959 – The Angry Young Man
- 1959 – Alfred Hitchcock presenterar (TV-serie)
- 1959 – The Alaskans
- 1959 – Miraklet
- 1959 – Rivalerna
- 1960 – Mano Nera
- 1960 – Maverick (TV-serie)
- 1961 – The Sins of Rachel Cade
- 1961 – Gold of the Seven Saints
- 1961 – Right of the Boat
- 1961 – The Roaring 20`s
- 1962–1969 – Helgonet (TV-serie)
- 1965 – Vad kan gå fel?
- 1968 – Vendetta for the Saint
- 1968 – The Fiction Makers
- 1969 – Crossplot
- 1970 – Mannen som jagade sig själv
- 1971–1972 – Snobbar som jobbar (TV-serie)
- 1973 – Leva och låta dö
- 1974 – Mannen med den gyllene pistolen
- 1974 – Gold
- 1974 – Bacharach 74
- 1974 – Mission: Monte Carlo
- 1975 – That Lucky Touch
- 1976 – The sicilian cross
- 1976 – Sherlock Holmes i New York
- 1976 – Blåst på 20 miljoner
- 1976 – De sista äventyrarna
- 1977 – Älskade spion
- 1978 – De vilda gässen
- 1979 – Flykten från Athena
- 1979 – Moonraker
- 1979 – Specialkommando: Med uppdrag att döda
- 1980 – Havets vargar
- 1981 – Ur dödlig synvinkel
- 1981 – Mitt i plåten!
- 1983 – Octopussy
- 1983 – Rosa panterns förbannelse
- 1984 – Våldets nakna ansikte
- 1985 – Levande måltavla
- 1990 – Bullseye!
- 1990 – Fire, Ice and Dynamite
- 1992 – Utan identitet
- 1994 – Mannen som inte ville dö
- 1996 – The Quest
- 1997 – Spice World
- 2000 – The Enemy
- 2002 – Alias (TV-serie) (1 avsnitt)
- 2002 – Boat Trip
- 2004 – The Fly Who Loved Me
- 2005 – Here Comes Peter Cottontail: The Movie
- 2005 – Foley & McColl: This Way Up (TV)
- 2008 – Agent Crush
- 2009 – De vilda svanarna
- 2010 – Cats & Dogs: The Revenge of Kitty Galore
- 2011 – A Princess for Christmas (TV)
- 2013 – Incompatibles
- 2016 – The Saint (TV-film)
- 2016 – The Carer

## Utmärkelser
- Kommendör av 2 klass av Brittiska imperieorden,  31 december 1998[12]
- Officerare av Förbundsrepubliken Tysklands förtjänstorden,  2003
- Kommendör av 1 klass av Brittiska imperieorden,  14 juni 2003[13]
- Kommendör av Arts et Lettres-orden,  2008
- Stjärna på Hollywood Walk of Fame

[Redigera Wikidata]